# احمد درگاهی
احمد درگاهی (زاده ۱۳۱۸) معاون نخست‌وزیر و رئیس سازمان تربیت بدنی در دولت چهارم جمهوری اسلامی ایران و سرپرست سابق فدراسیون دومیدانی می‌باشد.